# Cimbasso

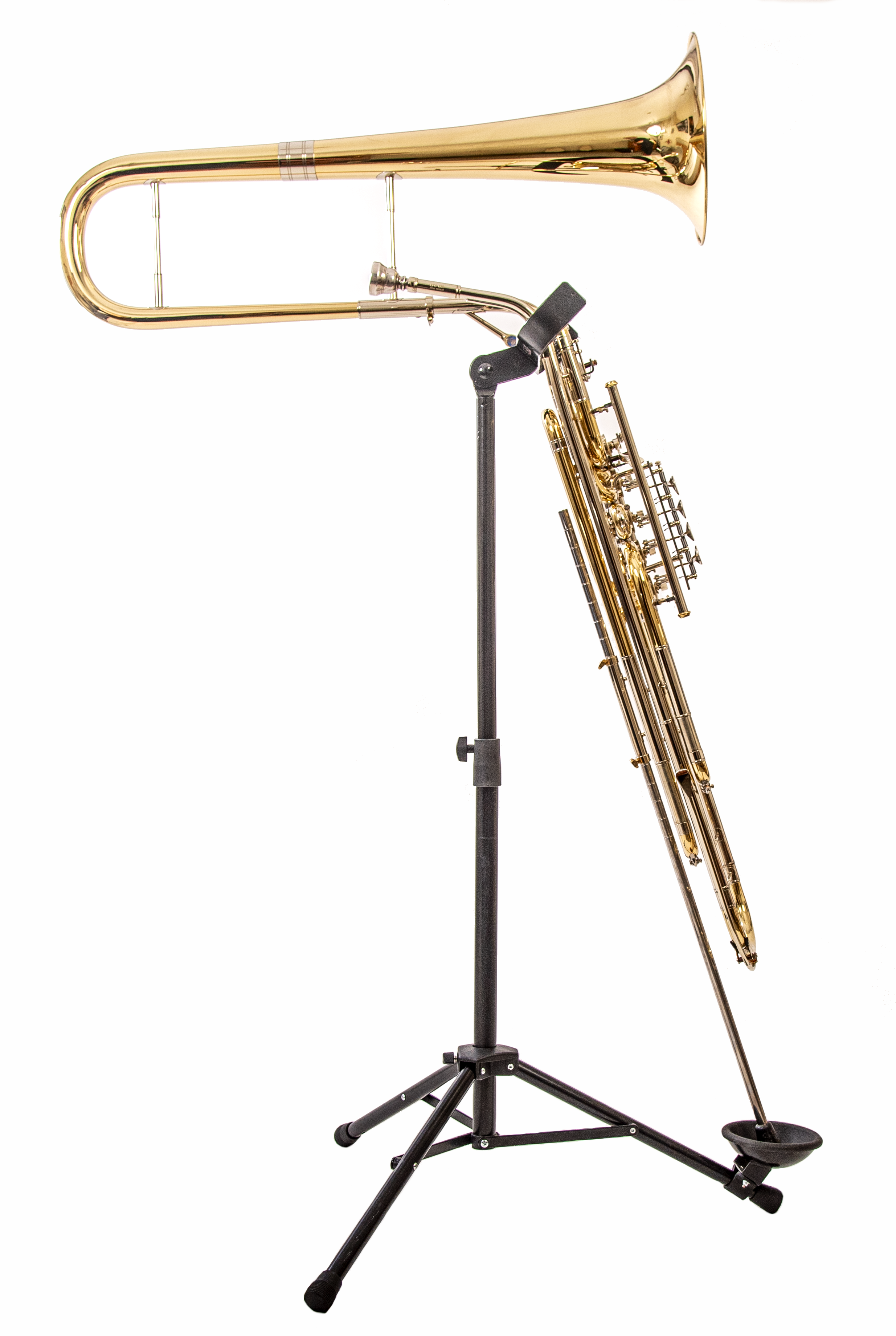
Cimbasso v F ladění od Červený

Cimbasso je žesťový dechový nástroj příbuzný pozounu.

## Konstrukce

### Rozsah
Základní rozsah u B ladění (používá se i F ladění) je zhruba od F1 do malého b, tedy totožný s kontrabasovým pozounem či střední tubou, nástroj používá také tubový nátrubek. Závisí však především na schopnostech, fyzických předpokladech a trénovanosti hráče, jako u všech nátrubkových nástrojů.

### Měniče
Je vybaven třemi, čtyřmi a někdy dokonce pěti rotačními ventily (Périnetovy písty by byly vzhledem ke zvláštní konstrukci nástroje krajně nepraktické).

### Vzhled
Ozvučník je jakoby zalomen a směřuje dopředu, nalevo od hráčovy hlavy. Díky úzkým trubkám se zvuk skutečně blíží pozounu. Nástroj je poměrně rozměrný, cylindrové vrtání okolo 18 mm, nátrubek směřuje do pravého úhlu vzhledem ke strojivu.

## Využití
Nástroj je poměrně neobvyklý a uplatnění našel skutečně v málokterém hudebním tělese. Když už se objeví, hraje na něj tubista nebo pozounista, protože málokterý hráč by se specializoval výhradně na něj. Cimbassa v ČR v současnosti vyrábí firma Amati pod značkou Václav František Červený.

## Cimbasso
Cimbasso je orchestrální žesťový dechový nástroj, jehož charakteristickým znakem je ozvučník směrovaný dopředu a který je ve své správné pozici lehce sklopen dolů. Na nástroj se hraje v sedě a pomocí bodce se seřizuje výška. Nejznámější jsou cimbassa s cylindrovým strojivem, kde počet ventilů je od 4 do 6, většinou se používají 5ventilová provedení, při kterém pravá ruka ovládá všech 5 ventilů a levá ruka ovládá dolaďovače snížců. Existují však i nástroje s perinetovým strojivem typu front action (písty dopředu). Na Cimbasso hraje povětšinou tubista, protože se používá nátrubek s kotlíkem podobným nátrubkům pro tubu. Z hlediska typu nástroje však Cimbasso odpovídá ventilovému kontrabasovému trombónu a je na hru poměrně složitým nástrojem.
Cimbasso se zvukově výborně pojí s pozouny. Jako basový hlas pozounové sekce (4.pozoun) to je ideální obsazení a výsledkem je mohutná čtyřhlasá sekce s masivní dynamikou. Ale i s trumpetou, lesním rohem a tubou vznikají dobrá zvuková propojení. Z oblasti dřevěných dechových nástrojů se Cimbasso krásně pojí s kontrafagotem. Rozsah nástroje jde od F1 – f' a jeho ozev je v celém rozsahu velmi homogenní, bez dramatických přechodů mezi registry. Notový zápis je v basovém klíči.

## Historie Cimbassa
Pojem Cimbasso vznikl začátkem 19. století v Itálii, velmi pravděpodobně jako odvozenina ze zkráceného italského označení "Corno in basso" (Basshorn), ve skladbách psané jako "C. in basso", ze kterého pak vznikl název Cimbasso. Ačkoliv se tento název během celého století běžně používal mezi hudebníky, dirigenty, komponisty i nástrojaři, byl jeho význam pouze do té míry jednoznačný, že charakterizoval hlas pod pozounovým hlasem, tzn. 4.hlas trombónové skupiny a zároveň nejhlubší hlas skupiny žesťových nástrojů. Takováto definice hlasu se opakovaně vyskytovala v operních dílech nejrůznějších italských autorů, avšak nástroje, které tento hlas zastávaly, se lišily nejen průběhem času, ale i region od regionu.

## Soudobé Cimbasso
Dnes je pojem Cimbasso synonymem pro specifický nástroj s ozvučníkem vyhnutým dopředu. Tento unikátní nástroj představuje vrchol rukodělné práce. Továrna V.F.Červený, jako tradiční český výrobce, patří mezi několik málo firem na světě, které mají ve svém programu výrobu těchto nástrojů. Její nabídku tvoří cimbasso in F (CFC 652-5PX) s možností objednání kompletní sady snížců in Es, dále cimbasso in B (CBC 680-5PX) a cimbasso in C (CCB 680-5PX). V programu se nachází i úzkomenzurální cimbasso in F (CVT 576-5CPX) vhodné zejména pro komorní hru.